# Punica (poema)

Pintura de Aníbal cruzando los Alpes, una significativa escena de Punica.

Punica o La guerra púnica es un poema épico o epopeya escrito por el poeta latino Silio Itálico (25/26-101 d. C.), que narra la segunda guerra púnica (218-201 a. C.) entre Roma y Cartago.

## Estructura
Se trata del poema más extenso de la épica latina: lo componen 12000 versos hexámetros repartidos en XVII cantos o libros. La obra fue escrita hacia el fin de la dinastía de emperadores Flavios. Silio Itálico empezó a escribirla entre el 88 d. C. y el 92 d. C., pues en el año 92 la lo cita su amigo Marcial (Epigramas, VII, 63). La fuente principal es Tito Livio. La crítica ha notado que el estilo de los últimos libros parece desmañado en comparación con los primeros, por lo que se piensa que estos fueron compuestos más deprisa que los otros, aunque hay aun así pasajes de gran perfección y dramatismo. Pese a todo, no se puede decir que el poema no esté acabado: concluye con una alabanza a Escipión elevándolo hasta la posición de una divinidad y comparándole al viejo héroe Marco Furio Camilo (Silio Itálico, Punica, XVII, 651-654). Sin embargo Ernst Bickel ha conjeturado que la idea inicial de la obra era de que tuviese dieciocho libros, como los Annales de Ennio y los años de duración de la guerra. Y es muy posible que en efecto haya sido así por dos hechos: primero, por las carencias de ciertos sucesos como la llegada de Aníbal a África, la entrevista con Escipión y las deliberaciones previas a la batalla; segundo, porque hay un sensible corte argumental en el libro XVII (290) en que, tras una tempestad que afecta a Aníbal, se aprecia una laguna.
Su estructura es la siguiente:
- Libros I-II: Orígenes de la segunda guerra púnica y toma de Sagunto.
- Libros III-V: Victorias de Aníbal
- Libros VI-VII: Régulo y Fabio (virtudes romanas y paradigma moral)
- Libros VIII-X: Batalla de Cannas
- Libros XI-XII: inicio de la decadencia de Aníbal
- Libros XIII-XV: Recuperación de Roma. Muerte de Asdrúbal.
- Libros XIII-XVII: Guerra en Hispania y África (batalla de Zama)

## Argumento

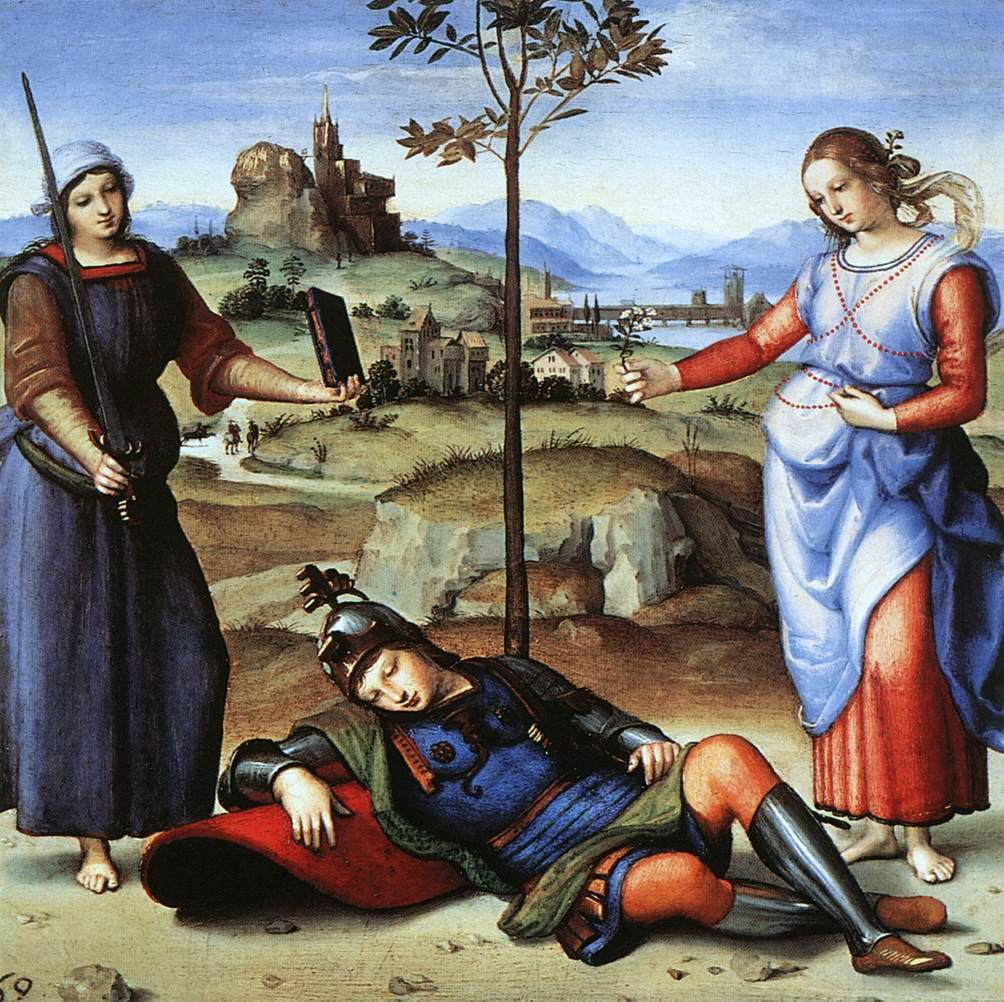
Visión del caballero, un cuadro que representa la escena del libro XV de Punica en que Escipión tiene que elegir entre las alegorías del vicio y la virtud

El poema se abre con la ira de Juno contra Roma a causa de Eneas y el desprecio y maldición de Dido abandonada por él y narra el carácter y crianza de Aníbal, que ataca la ciudad hispana de Sagunto aliada a Roma. En el libro II, la legación romana es escuchada en Cartago, pero Aníbal toma la ciudad de Sagunto después de que los defensores heroicamente se suiciden. Los cartagineses de Aníbal atraviesan los Alpes junto a sus elefantes y Júpiter revela que la guerra púnica es una prueba para la hombría romana en el libro III. En el IV y el V los romanos sufren derrotas en Tesino, Trebia y el lago Trasimeno. En el VI se reviven las hazañas de Marco Atilio Régulo en la primera guerra púnica, mientras que el VII describe la estrategia dilatoria de Quinto Fabio Máximo. Los libros VIII-X describen con gran detalle la batalla de Cannas; Juno impide a Aníbal de marchar sobre Roma. En el Libro XI, el ejército de Aníbal inverna en Capua, donde Venus lo debilita con el lujo. Por eso es derrotado Aníbal en Nola en el XII, animando a los romanos. Él hace un intento de marchar contra Roma, pero Juno lo detiene, revelando que los dioses están en su contra. En el libro XIII se informa de la invasión de Capua por los romanos y la muerte de dos de los Escipiones, que conduce al viaje de Escipión el Africano viaje al inframundo y su encuentro con fallecidos héroes famosos, y una profecía de la Sibila de la derrota de Aníbal. En el XIV Marcelo logra un éxito en su campaña siciliana y se describe la muerte de Arquímedes. En el XV Escipión tiene un sueño en que tiene que elegir entre la virtud y el vicio como otro Hércules, y logra una exitosa campaña en España, mientras que en la batalla del Metauro el hermano de Aníbal Asdrúbal es asesinado. En el XVI se describe la alianza entre Roma y Masinisa y el cruce de Escipión a África, mientras que en el XVII se describe la presentación de la estatua de Cibeles en Roma, la travesía tormentosa de Aníbal a África, la apelación de Juno a Júpiter por la vida de Aníbal y la batalla de Zama. El poema termina con el retorno triunfal de Escipión a Roma.

## Crítica
La guerra púnica ofrece una visión nostálgica del pasado glorioso de Roma al revivir la gesta romana contra los cartagineses. Pero en su época Plinio la miraba con indiferencia: scribebat carmina maiore cura quam ingenio / "escribía poemas con más cuidado que ingenio”, sentenciaba. Esto repercutió en el desaprecio posterior de la crítica; modernamente, incluso Jean Bayet y H. E. Butler en su libro Post-Augustan poetry from Seneca to Juvenal no la han tenido en mucho, por más que una parte sustancial de la filología clásica moderna se haya declarado en contra de esta tendencia: Frederick Ahl, M. A. Davis y A. Pomeroy, entre otros muchos. El propio Marcial lo declaraba digno heredero de Virgilio. Lo cierto es que era un poeta culto y sabio que llegó a la epopeya instruido por una larga vida de experiencias en política y literatura.
La obra sintetiza la épica arcaica de Nevio o Ennio y la barroca de época flavia (Lucano, Estacio), sin olvidar los ideales patrióticos de Virgilio y las virtudes romanas genuinas preconizadas por su fuente principal, el historiador Tito Livio. Pero es un poema académico, fruto de la nueva poética posclásica y por tanto se muestra lleno de «colores» retóricos, digresiones sobre temas variopintos, escenas de batalla y retratos, entre otros recursos plásticos que lo acercan a la elaborada y retórica poesía de Ovidio y de la Edad de Plata. Otros valores como el patetismo y la introspección psicológica lo acercan a sus coetáneos Lucano o Valerio Flaco y a las tragedias de Séneca. Todo ello hace de su autor un ecléctico que domina no ya la tradición literaria romana, sino las tendencias más actuales de su época.

## Ediciones
El poema fue descubierto posiblemente en Constanza por el infatigable humanista Poggio Bracciolini en 1416 o 1417; de este manuscrito hoy perdido proceden todas las copias existentes del siglo XV. Por otra parte, un valioso manuscrito del siglo VIII o IX, descubierto en la catedral de Colonia en 1564 por el catedrático de Lovaina Ludovicus o Luis Carrión (1547-1595), desapareció poco después de su descubrimiento, aunque pudo hacer una colación del mismo. Dos editiones principes aparecieron en Roma en 1471; luego han sido las más importantes las de Daniel Heinsius (1600), Arnold Drakenborch (1717), Johann Christian Gottlieb Ernesti (Leipzig, 1791) y Ludwig Bauer (1890). Punica se incluye en la segunda edición del Corpus poetarum Latinorum. Una útil edición variorum o crítica es la de Lemaître (París, 1823). El humanista italiano Pietro Marso (1442-1512) escribió un interesante comentario sobre Punica en 1483.

## Traducciones al español
Hay versión moderna de Joaquín Villalba Álvarez (La guerra púnica, Madrid: Akal, 2005) en ISBN 978-84-460-1310-5.